# Maksim Munzuk
Maksim Mongujukovici Munzuk (n. 15 septembrie 1912 (conform altor surse, 2 mai 1910), satul Mejeghei, raionul Tandinski, Republica Socialistă Sovietică Autonomă Tuva - d. 28 iulie 1999, Kîzîl, Tuva, Rusia) a fost un actor sovietic tuvan, unul dintre fondatorii teatrului regional tuvan. A devenit cunoscut ca interpret al rolului Dersu Uzala din filmul Vânătorul din taiga (1975), regizat de Akira Kurosawa.

## Biografie
A absolvit Școala de Teatru din Kîzîl în 1945 și la scurtă vreme după absolvire a devenit cofondator și actor principal al Teatrului Muzical-Dramatic din Kîzîl, capitala Republicii Socialiste Sovietice Autonome Tuva. A devenit cunoscut spectatorilor de teatru din Republica Autonomă Tuva ca interpret al lui Vladimir Lenin în dramatizarea filmului Omul cu arma.
Maksim Munzuk a fost o persoană creativă și versatilă. A fost actor, regizor, cântăreț, culegător de folclor muzical, compozitor și pedagog. A jucat un număr mare de roluri de diferite tipuri pe scena Teatrului Muzical-Dramatic „Viktor Kok-oola” din Republica Autonomă Tuva. Pentru activitatea sa în domeniul teatrului a fost distins cu titlurile de Artist Emerit și Artist al Poporului al Republicii Socialiste Federative Sovietice Ruse și de Artist al Poporului al Republicii Socialiste Sovietice Autonome Tuva.
A debutat în cariera cinematografică în 1959 într-un mic rol din filmul Люди голубых рек („Oamenii râurilor albastre”), dar a apărut doar sporadic în filme. Cineastul japonez Akira Kurosawa i-a oferit rolul principal Dersu Uzala în coproducția sovieto-japoneză Vânătorul din taiga (1975), distinsă cu premiul Oscar pentru cel mai bun film străin, deoarece l-a apreciat „nu ca actor, ci ca om, al cărui temperament și stil de viață sunt foarte apropiate de cele ale lui Dersu. Îi plac, de asemenea, munții, pădurea și vânătoarea”. Munzuk a jucat în 22 de filme, printre care miniserialul de televiziune Drumul diamantelor și epopeea dramatică Siberiada (1978) a lui Andrei Koncealovski. Printre cele mai cunoscute roluri pe scena de teatru se numără: Tongur-ool („Tongur-ool” de Salceak Tok), boierul Șîrap din Bottangan kuzel („Un vis împlinit” de Salceak Tok), Andrei Valko din Tânăra gardă de Alexandr Alexandrovici Fadeev, slujitorul Osip din Revizorul lui Gogol și Juhrai din Așa s-a călit oțelul de Nikolai Ostrovski. Munzuk a murit în 1999.
În anul 2017 organizația non-profit Fundația Cultural-Istorică Caritabilă „Oktargay” (președintele fundației este celebrul artist Aleksandr Nasovici Baranmaa) a început să strângă fonduri pentru ridicarea unui monument de doi metri în memoria lui Maksim Munzuk.

## Viața personală
Maksim Munzuk a fost căsătorit cu actrița și cântăreața Kara-Kîs Nomzatovna Munzuk (1918-1995), Artistă a Poporului a Republicii Socialiste Federative Sovietice Ruse. Fiica lor a fost actrița și politiciana Galina Maksimovna Munzuk (n. 1955), Artistă Emerită a Rusiei, membră în Consiliul Federației Ruse ca reprezentantă a Republicii Tuva. A absolvit Școala de Teatru „Șciukin” și a fost angajată ca actriță la Teatrul Muzical-Dramatic „Viktor Kok-oola”. A fost deputat în Camera Legislativă a Marelui Hural (Parlamentul) al Republicii Tuva. Începând din 2011 este membră al Consiliului Federației Ruse.

## Premii și alte distincții
- Certificatul de onoare al Prezidiului Micului Hural al Republicii Populare Tuva (Decretul nr. 43 din 19 august 1938)
- Medalia „Pentru activitate merituoasă” (Decretul nr. 370251 din 6 iunie 1945)
- Certificatul de onoare și titlul de „Artist Emerit al Republicii Socialiste Federative Sovietice Ruse” (2 martie 1961)
- Certificatul de onoare și titlul de „Artist al Poporului al Republicii Socialiste Sovietice Autonome Tuva” (24 martie 1966)
- Certificatul de onoare al Sovietului Suprem al Republicii Socialiste Sovietice Autonome Iacutia (25 iunie 1969)
- Artist al Poporului al Republicii Socialiste Federative Sovietice Ruse (1975)
- Medalia „Veteran al Muncii” (29 iunie 1982)
- Ordinul Prietenia Popoarelor (1982)[7]
- titlul de Cetățean de onoare al orașului Douarnenez, Franța (1 septembrie 1987)
- Medalia „Fondului sovietic pentru pace” (27 ianuarie 1989)
- titlul de Cetățean de onoare al orașului Kîzîl (12 august 1994)
- Medalia „50 de ani de la victoria în Marele Război pentru Apărarea Patriei din 1941-1945” (22 martie 1995)
- Premiul de Stat al Republicii Tuva

## Filmografie
- 1971 - Пропажа свидетеля („Dispariția martorilor”) - Tahe
- 1975 - Vânătorul din taiga - Dersu Uzala[8]
- 1977 - Голубка („Porumbelul”) - bătrânul necunoscut
- 1978 - Siberiada - Fedka
- 1979 - Прогулка, достойная мужчин („Un drum demn al oamenilor”) - bunicul Vanji
- 1979 - Предварительное расследование („Anchetă preliminară”) - udegheul Arsio
- 1979 - Последняя охота („Ultima vânătoare”)
- 1979 - По следу властелина („Pe urmele stăpânului”)
- 1981 - Валентина („Valentina”) - vănătorul Ilia
- 1982 - Схватка („Lupta”) - Kommo
- 1986 - Игорь Саввич („Igor Savvici”) - bunicul Maksim
- 1987 - Время летать („Timpul zborului”) - pasagerul
- 1988 - Гадание на бараньей лопатке - bătrânul calmâc Andji
- 1989 - Месть („Răzbunarea”) - bătrânul Ian
- 1990 - Под северным сиянием („Sub luminile nordului”) - bătrânul Niyako

## Legături externe
- Dersu Uzala